# Porta Capuana
Porta Capuana su drevna gradska vrata u Napulju, Italija. Prema vratima se zove i zona, koja je jedna od deset četvrti Napulja. Ova zona je dio Četvrte općine.
Unatoč nazivu, portal nije drevni ulaz u decumanus maximus, glavnu cestu istok-zapad koja je nekoć vodila iz rimskog Napulja u Capuu. Kada je grad proširen prema istoku u 15. stoljeću u sklopu izgradnje novih aragonskih gradskih zidina, originalna vrata, koja su bila bliže istoimenom dvorcu, Castel Capuano, ponovno su izgrađena i premještena 1484. godine. Zatim, kada su zidovi srušeni, vrata su ostala samostojeća, dajući im izgled trijumfalnog luka. Rezbarija na fasadama iz 1484. sastoji se od trijumfalnih slika. Odmah unutar vrata nalazi se crkva s kupolom Santa Caterina a Formiello.
Kroničar Napulja 1847. ovako opisuje gradsku aktivnosti::

## Vanjske poveznice
|  | Zajednički poslužitelj ima još gradiva o temi Porta Capuana |